# 다치바나촌 (이바라키현 히가시이바라키군)
다치바나촌(橘村)은 이바라키현 히가시이바라키군에 일찍이 존재했던 촌이다.

## 지리
- 구 오가와정, 현재의 오미타마시 남동부에 해당한다.

## 역사
- 1889년 4월 1일 - 정촌제 시행에 수반해 히가시이바라키군 다치바나촌이 성립하였다.
- 1954년 12월 10일 - 시라카와촌, 오가와정과 합병해, 새로운 오가와정이 성립하여, 동일 다치바나촌은 폐지되었다.

## 인구
| 1891년 | 2,436 |
| 1920년 | 3,219 |
| 1935년 | 3,414 |
| 1950년 | 4,973 |

## 참고문헌
- 小川町史編さん委員会編集『小川町史 下巻』、小川町、1988年。
- 角川日本地名大辞典編纂委員会『가도카와 일본 지명 대사전 8 茨城県』、가도카와 쇼텐、1983年、ISBN 4040010809。